# SN 2008dn
SN 2008dn – supernowa typu II-P odkryta 19 czerwca 2008 roku w galaktyce UGC 11946. W momencie odkrycia miała maksymalną jasność 19,20m.